# Mimosybra basigranosa
Mimosybra basigranosa là một loài bọ cánh cứng trong họ Cerambycidae.